# سوزانا فيالوفا
سوزانا فيالوفا هي مخرجة وممثلة سلوفاكية (وحملت سابقاً جنسية تشيكوسلوفاكيا)، ولدت في 17 مايو 1974 ببراتيسلافا في سلوفاكيا.

## وصلات خارجية
- سوزانا فيالوفا على موقع IMDb (الإنجليزية)
- سوزانا فيالوفا على موقع ألو سيني (الفرنسية)
- سوزانا فيالوفا على موقع ميوزك برينز (الإنجليزية)
- سوزانا فيالوفا على موقع أول موفي (الإنجليزية)
- سوزانا فيالوفا على موقع قاعدة بيانات الفيلم (الإنجليزية)
- سوزانا فيالوفا على موقع كينوبويسك (الروسية)